# GE Aerospace
GE Aviation war eine Tochtergesellschaft der US-amerikanischen General Electric, einem der umsatzstärksten Mischkonzerne der Welt. Bis September 2005 firmierte es noch als General Electric Aircraft Engines (GEAE). Im Juli 2022 änderte GE Aviation seinen Namen in GE Aerospace, was nach Aussage von Führungskräften die Absicht des Triebwerksherstellers widerspiegelt, seinen Fokus über Flugzeugtriebwerke hinaus zu erweitern. Im April 2024 wurde GE Aerospace zum Rechtsnachfolger von General Electric, nachdem die Abspaltungen von GE HealthCare und GE Vernova abgeschlossen worden waren. 
GE Aerospace ist der bedeutendste Hersteller von Flugzeug-Triebwerken. Neben Flugzeugtriebwerken werden auch Triebwerke für andere Anwendungen, zum Beispiel für Schiffsantriebe, gebaut. 

## Triebwerke

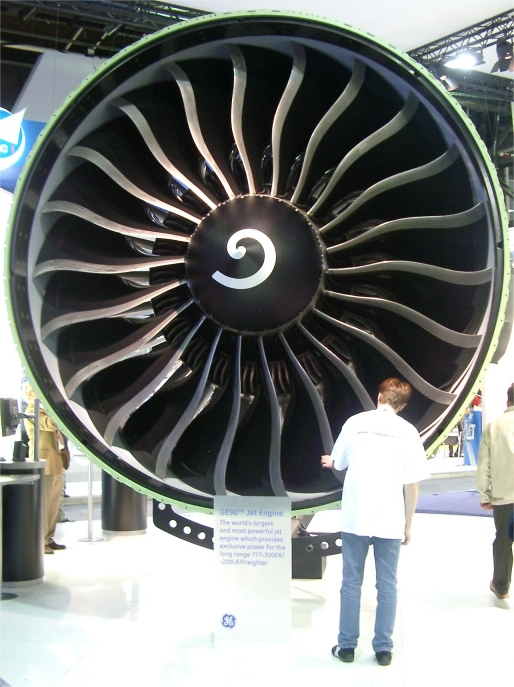
GE90 Turbofan

GE entwickelte 1942 das erste Triebwerk.
- Strahltriebwerke für zivile und Militärflugzeuge (nicht vollständige Liste)
  - 1946: J35 für Bell X-5 und Northrop B-49
  - 1948: J47 für North American F-86 Sabre
  - 1955: J79/CJ805 für Lockheed F-104 Starfighter
  - 1958: J85/CJ610 für Learjet 23
  - 1970: General Electric CF6 Triebwerk, das für viele Großraumflugzeuge (z. B. A310) geeignet ist
  - 1970: F101 für Rockwell B-1A/B (und als Basis für CFM56)
  - 1972: TF34/CF34 für Embraer E170/175/190/195
  - 1978: F404 für Boeing F/A-18
  - 1982: CFM56 das 50/50 Joint Venture mit Snecma ergab CFM International
  - 1984: F110 für Grumman F-14B/D Tomcat, F-16C/D, F-15K
  - 1989: F118 für Northrop B-2 Spirit (im Prinzip das F110 ohne Nachbrenner)
  - 1995: F414 für Boeing F/A-18E/F Super Hornet
  - 1995: Das GE90 (in der Variante GE90-115B derzeit das stärkste Strahltriebwerk der Welt) ist geeignet für die Boeing 777
  - 2006: 50/50 Joint Venture mit Pratt & Whitney zur Engine Alliance, Bau des GP7200
  - 2007: das GEnx (GE Next Generation) für die Boeing 787
  - 2014: GE Passport

2007 kaufte GE den tschechischen Flugzeugmotorenhersteller Walter Engines a.s. Um in Zukunft Triebwerkskomponenten aus Faserverbundwerkstoffen herstellen zu können, hat GE Aviation am 23. Oktober 2008 ein neues Werk in Batesville im US-Bundesstaat Mississippi in Betrieb genommen.

## Unternehmensdaten
- Umsatz 2024: 38,7 Mrd. US-Dollar
- Gewinn 2024: 6,6 Mrd. US-Dollar
- Umsatz 2018: 30,6 Mrd. US-Dollar
- Gewinn 2005: 6,5 Mrd. US-Dollar[4]

Für den Umsatz verantwortlich waren laut Angaben im 2020 zu rund 25 Prozent die militärischen Triebwerke, zu 30 Prozent der Verkauf ziviler Triebwerke sowie zu 45 Prozent der Unterhalt der zivilen Triebwerke.